# الزاوية القادرية

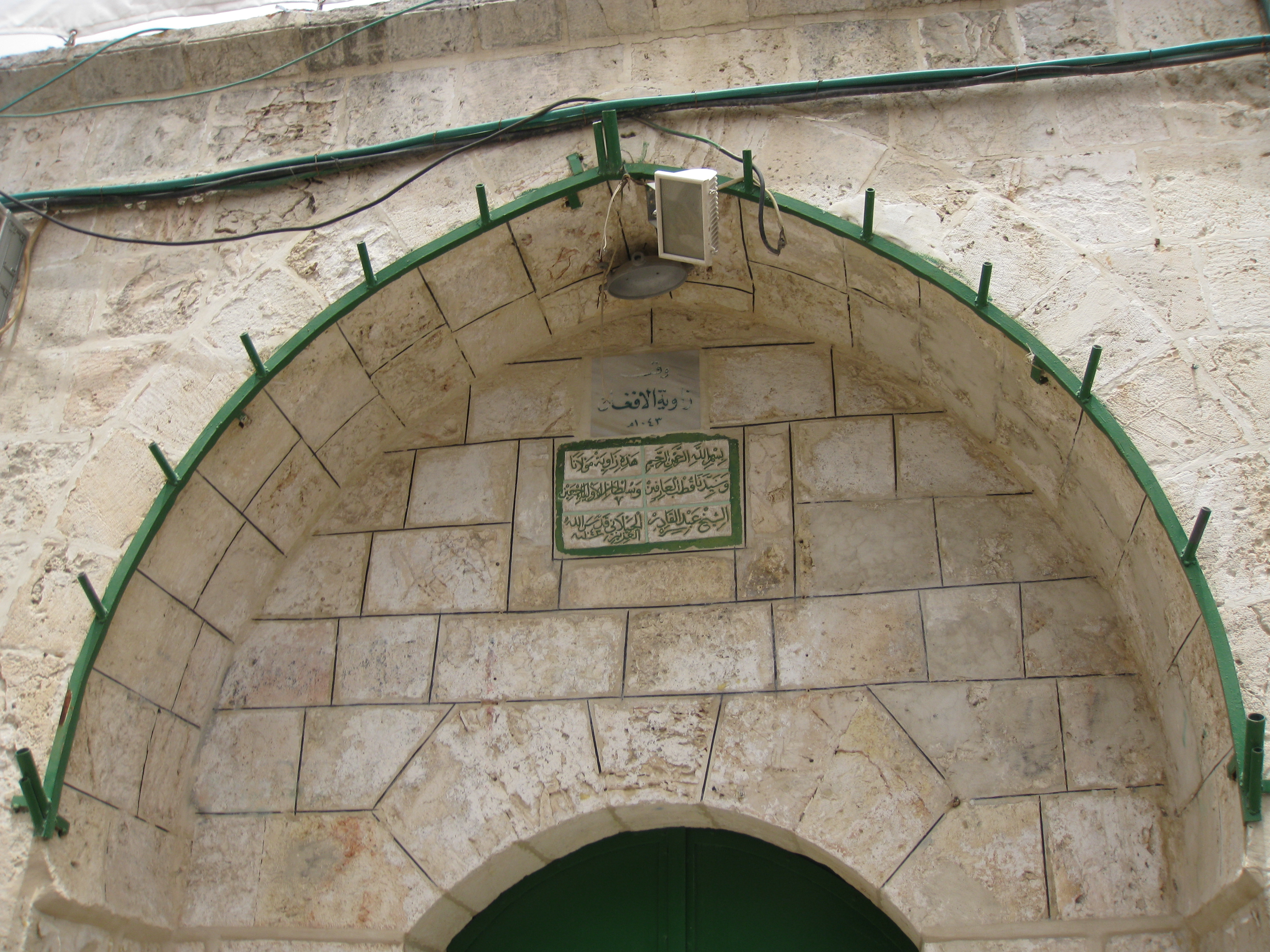
اللوحة أعلى المدخل

الزاوية القادرية أو الزاوية الأفغانية مبنى أثري يعود تاريخه إلى الحقبة العثمانية في فلسطين، وتحديدا عام 1633. يقع داخل أسوار البلدة القديمة لمدينة القدس،  في الجانب الشمالي من طريق برقوق الذي يصل بين باب الغوانمة، وطريق الواد. وتُنسَب الزاوية القادرية إلى الشيخ عبد القادر الجيلاني  مؤسس الطريقة الصوفية القادرية في العالم الإسلامي.
تعتبر الزاوية القادرية من المباني القليلة في القدس التي حافظت على تخطيطها ونسيجها المعماري الأصليين دون أي تغيير جوهري، وهي لا تزال تقوم بوظيفتها الأصلية حتى يومنا هذا. وقد وُقف على هذه الزاوية أوقاف سخية، وعَمل فيها عدد كبير من الموظفين، وارتادها العديد من سكان المدينة والوافدين إليها.
ويرجع سبب تسمية هذه الزاوية أحياناً باسم «الزاوية الأفغانية» إلى إقامة مجموعة من أفغان القدس فيها في العقود الماضية وتولي بعضهم إدارتها مؤخراً.وللزاوية القادرية واجهتان خارجيتان: غربية وجنوبية.